# Sommer-Paralympics 2016/Teilnehmer (Estland)
| stlisierte Goldmedaille | stlisierte Silbermedaille | stlisierte Bronzemedaille |
| ----------------------- | ------------------------- | ------------------------- |
| —                       | —                         | —                         |

Estland entsandte vier Athletinnen und zwei Athleten zu den Paralympischen Sommerspielen 2016 in Rio de Janeiro,  die in drei Sportarten antraten. Fahnenträgerin für Estland bei der Eröffnungsfeier war die Leichtathletin Sirly Tiik.

## Teilnehmer nach Sportart

### Leichtathletik
Springen und Werfen
| Athleten      | Wettbewerb       | Finale  | Finale | Rang |
| Athleten      | Wettbewerb       | Weite   | Rang   | Rang |
| ------------- | ---------------- | ------- | ------ | ---- |
| Männer        |                  |         |        |      |
| Egert Joesaar | Diskuswerfen F44 | 46,61 m | 8      | 8    |
| Frauen        |                  |         |        |      |
| Sirly Tiik    | Kugelstoßen F20  | 11,39 m | 8      | 8    |

### Radsport

#### Straße
| Athleten       | Wettbewerb          | Zeit         | Rang |
| -------------- | ------------------- | ------------ | ---- |
| Frauen         |                     |              |      |
| Mari-Liis Juul | Einzelzeitfahren C5 | 32:11,31 min | 9    |
| Mari-Liis Juul | Straßenrennen C4-5  | 2:35:024 h   | 15   |

### Schwimmen
| Athleten        | Wettbewerb        | Vorlauf     | Vorlauf | Finale        | Finale        | Rang |
| Athleten        | Wettbewerb        | Zeit        | Rang    | Zeit          | Rang          | Rang |
| --------------- | ----------------- | ----------- | ------- | ------------- | ------------- | ---- |
| Männer          |                   |             |         |               |               |      |
| Kardo Ploomipuu | 100 m Rücken S10  | 1:03,03 min | 9       | ausgeschieden | ausgeschieden | 9    |
| Kardo Ploomipuu | 50 m Freistil S10 | 26,08 s     | 14      | ausgeschieden | ausgeschieden | 14   |
| Frauen          |                   |             |         |               |               |      |
| Brenda Tilk     | 100 m Rücken S7   | 1:38,99 min | 13      | ausgeschieden | ausgeschieden | 13   |
| Brenda Tilk     | 50 m Freistil S7  | 38,01 s     | 10      | ausgeschieden | ausgeschieden | 10   |
| Brenda Tilk     | 100 m Freistil S7 | 1:23,85 min | 11      | ausgeschieden | ausgeschieden | 11   |
| Elisabeth Egel  | 100 m Rücken S11  | 1:28,28 min | 10      | ausgeschieden | ausgeschieden | 10   |
| Elisabeth Egel  | 50 m Freistil S11 | 33,49 s     | 10      | ausgeschieden | ausgeschieden | 10   |
| Elisabeth Egel  | 200 m Lagen SM11  | 2:56,64 min | 4       | 2:55,62 min   | 5             | 5    |